# Petit Brion
Cet article possède un paronyme, voir Brion.
Ne doit pas être confondu avec Grand Brion.
Le Petit Brion est un sommet du massif du Vercors situé dans le département français de l'Isère, sur la commune de Vif.
S'étendant du nord au sud sous la forme d'une colline boisée d'environ 1 km2, il sépare la vallée du Drac du reste de la vallée de la Gresse, dont il constitue la délimitation orientale avec son homologue, le Grand Brion.

## Toponymie
Le Petit Brion et le Grand Brion possèdent la même étymologie : le nom « Brion » pourrait venir du patois local « brion » qui désigne le nombril d'un être vivant (plutôt que le mot « brivone » qui signifie « grand pont »). Brion peut aussi être rapporté au mot « briga », qui signifie « la citadelle » et qui rappelle la possible présence d'un oppidum Tricorii sur le Petit Brion.
L'adjectif « petit » est tout simplement présent pour différencier ces deux sommets de l'est de la vallée de la Gresse.

## Géographie

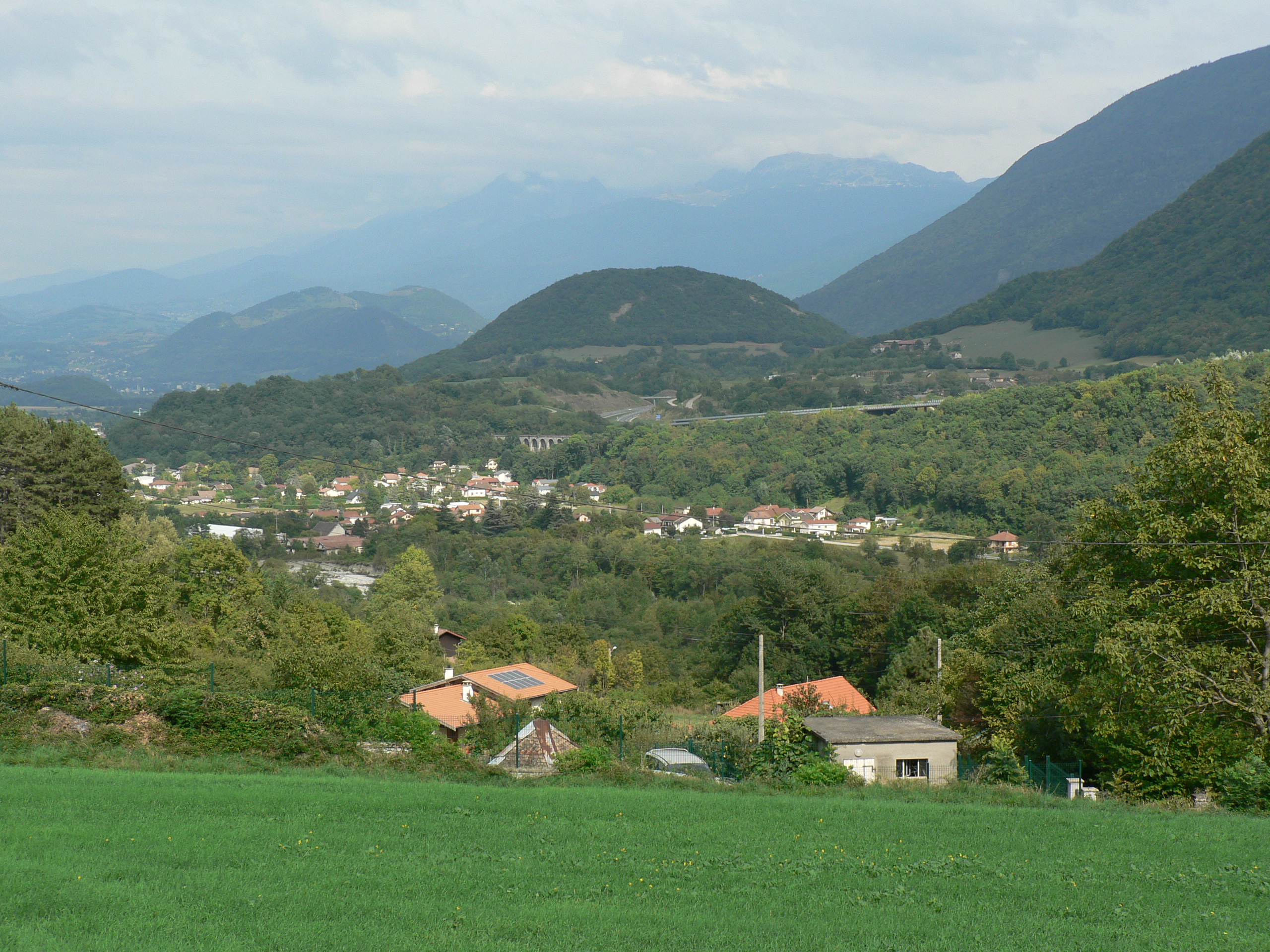
Le Petit Brion vu depuis le Tichodrome.

Le Petit Brion occupe une partie des limites nord-est de la commune de Vif, séparant la ville avec la vallée du Drac et Saint-Georges-de-Commiers.
Le sommet est délimité au sud par la gorge de La Rivoire, à l'ouest par le lieu-dit de La Rivoire, au nord-ouest par la plaine de Reyumre et le lieu-dit de la Santon, et à l'est par la réserve naturelle régionale des Isles du Drac.
Le Petit Brion compose l'extrémité nord d'un chaînon montagneux formant les limites orientales de la vallée de la Gresse et du massif du Vercors, avec au sud les sommets de la Rochette et de la Lassière (situés sur la commune de Saint-Martin-de-la-Cluze) et au nord le Grand Brion, dont il est séparé par la gorge de La Rivoire.

## Histoire

### Époque préromaine (la Tène)
Le spécialiste de la préhistoire et protohistoire alpine, Aimé Bocquet, suggère que le Petit Brion aurait pu être un oppidum, poste avancé de la peuplade des Tricorii face au territoire des Vocontii,.

### Époque contemporaine

#### Industrie de la poterie
De même que le Grand Brion, le Petit Brion fut longtemps exploité aux XIXe siècle et XXe siècle par les potiers et tuiliers de la vallée (Genet, Incelet, Petasson, Bocquet, Paucher et Doriol) pour son argile.

#### Développement routier

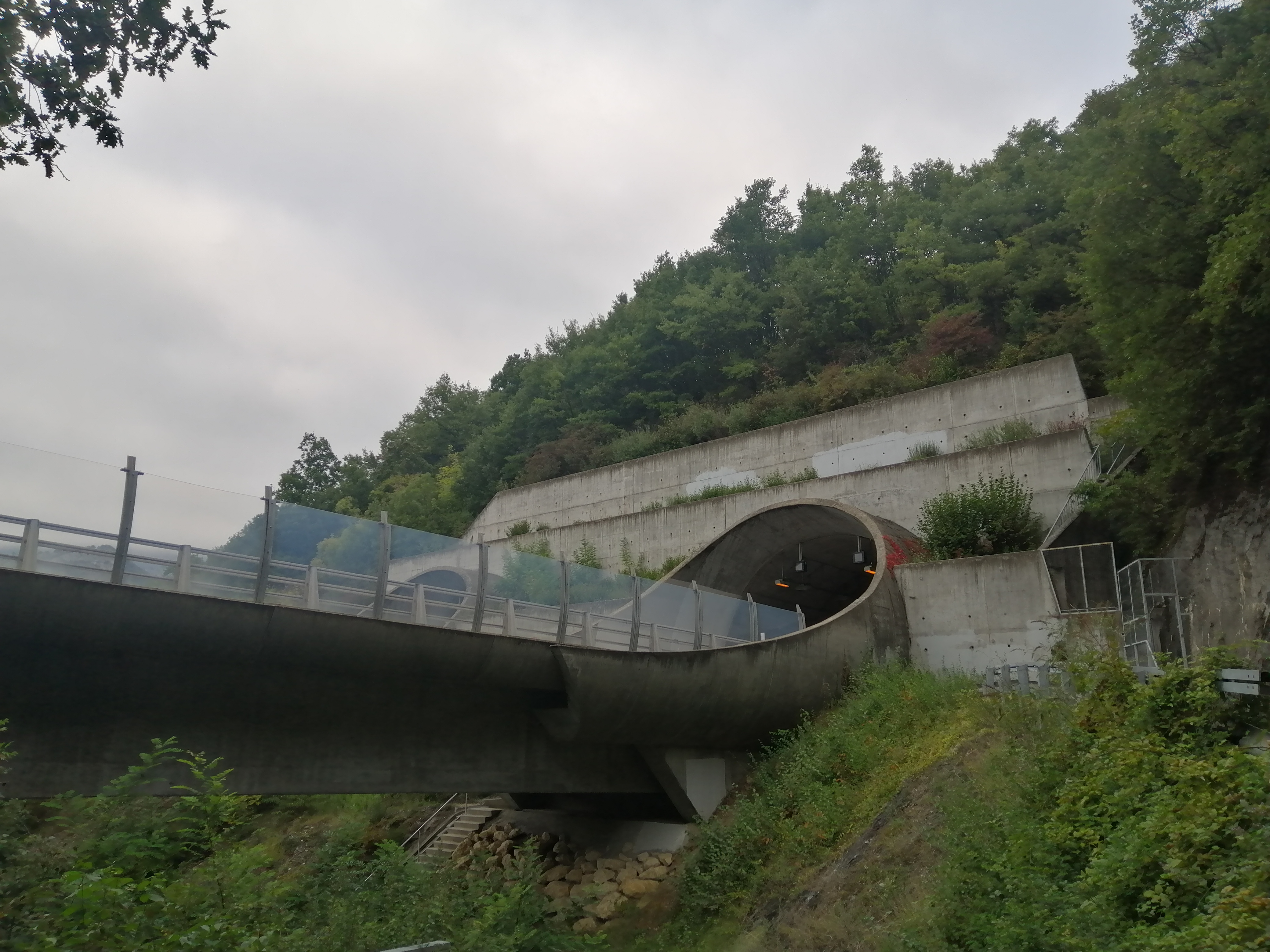
Entrée sud du tunnel du Petit Brion.

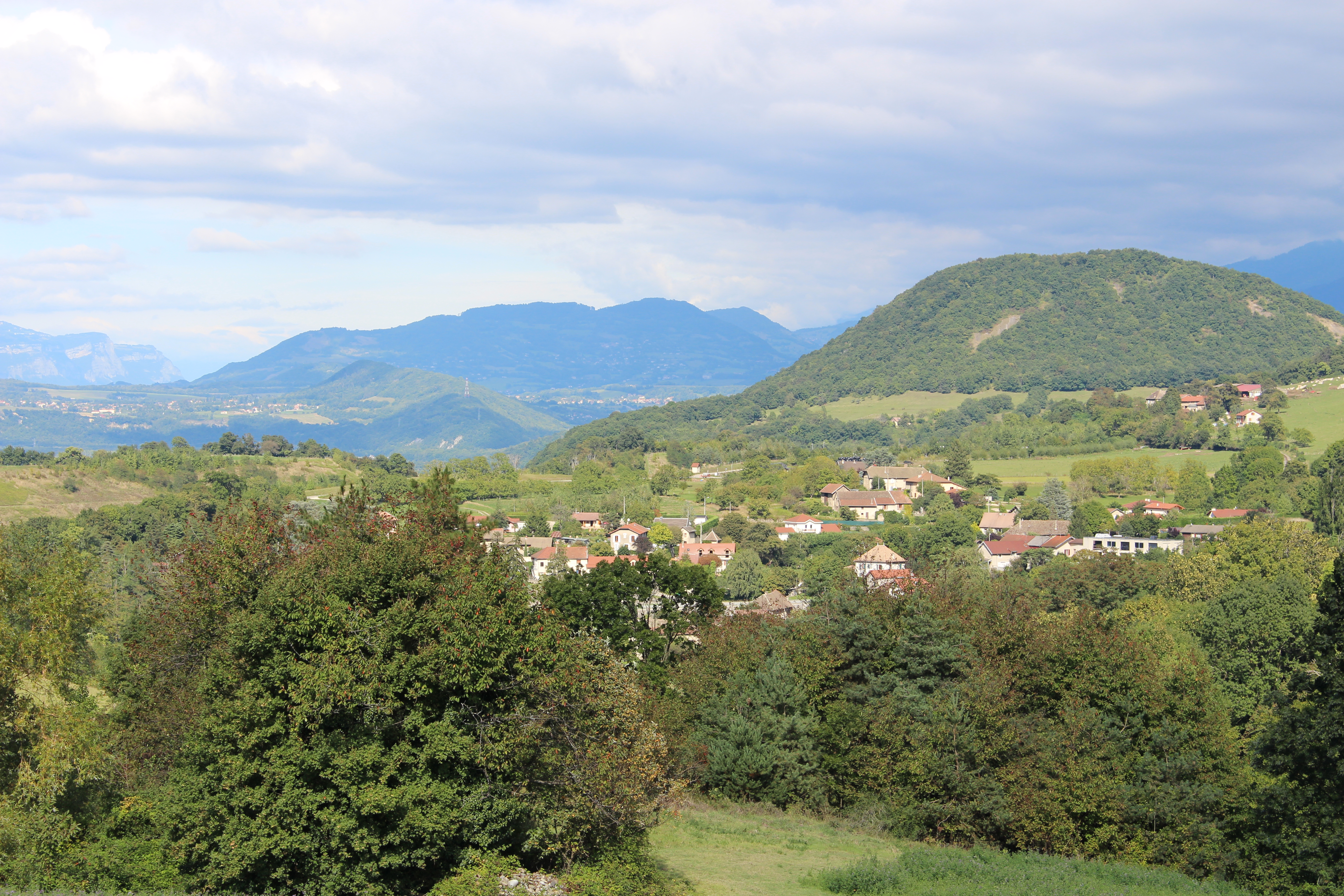
Le hameau du Crozet et le Petit Brion en arrière-plan.

Le tracé de l'extension nord de l'autoroute A51 obligea à creuser un tunnel routier sur les flancs occidentaux du Petit Brion. Les travaux, qui durèrent de 1995 à août 1998, aboutirent à un tunnel à deux tubes long de 596 m, ce qui en fait le 94e tunnel routier le plus long de France.
Le tunnel du Petit Brion permet le passage de l'A51 sur le viaduc de La Rivoire qui la relie au péage du Crozet.

#### Sécheresse de 2022
Le jeudi 11 août 2022, au cours de l'épisode de sécheresse qui dure sur le territoire français et dans la région depuis l'hiver, peu avant 15 heures, un feu de végétation se déclare au niveau de La Rivoire, sur les coteaux sud du Petit Brion. Le feu prend rapidement en ampleur et finit par devenir un incendie important : 20 hectares sont brûlés, des habitations proches et une ligne électrique haute tension sont menacées, entrainant la fermeture provisoire de la D63 reliant Vif à Saint-Georges-de-Commiers.
L'incendie s'étend sur les flancs sud et ouest de la colline jusqu'à son sommet, dans une zone située entre le viaduc de La Rivoire et les Isles du Drac. Au total, 85 sapeurs-pompiers sont engagés ainsi que 27 engins, parmi lesquels une douzaine de camions-citernes et un hélicoptère de la Sécurité civile,.
L'incendie est finalement fixé le vendredi 12 août aux alentours d'une heure du matin, puis complètement éteint le dimanche 14. La thèse du feu déclaré à la suite d'un jet de mégot de cigarette depuis l'autoroute A51 est privilégiée, et ce jusqu'à l'interpellation le 23 août d'un ex-sapeur-pompier volontaire domicilié à Vif, qui aurait délibérément mis le feu aux bois. Il est placé en détention provisoire le 24 août.

## Dans la culture
Le Petit Brion tient un rôle de première place dans les deux romans La Pierre de lune suivi de La Pierre de terre de l'auteur local Michel Andreolety, dont la majeure partie de l'action se déroule à son sommet.[réf. nécessaire]